# Convent of the Sacred Heart
Convent of the Sacred Heart er en katolsk pigeskole på Manhattan i New York. Skolen har klasser fra før børnehavealderen til 12. klasse. Den er beliggende i Upper East Side ved krydset mellem East 91st Street og Fifth Avenue.
Skolen har til huse i Otto H. Kahn House og i James A. Burden House, som begge er udpeget som bevaringsværdige mindesmærker af New Yorks myndigheder. Skolen er en af dyreste og mest eksklusive på Manhattan.